# Loxosceles rufipes
Loxosceles rufipes är en spindelart som först beskrevs av Lucas 1834.  Loxosceles rufipes ingår i släktet Loxosceles och familjen Sicariidae. Inga underarter finns listade i Catalogue of Life.